# Симон, Теодор
Теодо́р Симо́н (фр. Théodore Simon; 10 июля 1873 в Дижоне — 4 сентября 1961 в Париже) — французский психолог, руководитель Педагогической лаборатории в Париже. В 1920-х и 1930-х годах заведовал колонией для умственно отсталых. В 1905 году совместно с А. Бине разработал первую «шкалу умственного развития Бине — Симона»(т. н. «IQ-тест»).